# Камчинъягун
Камчинъягун (устар. Комчин-Ягун) — река в России, протекает по территории Пуровского района Ямало-Ненецкого АО. 

## Гидрография
Начинается в небольшом озере в 3 километрах к северо-востоку от озера Сингъягунлор. В верхнем и среднем течении протекает по болотистой местности в общем северном направлении, в пойме реки произрастает лес. К югу от озера Канчунуто-Яй поворачивает на восток. В низовьях протекает по сосново-берёзовой тайге; на северном берегу Камчинъягуна имеются ягельники. Устье реки находится в 22 км по левому берегу реки Янгъягун. Длина реки составляет 62 км.

## Хозяйственное освоение
В среднем течении реки расположено Сугмутское нефтегазовое месторождение. В ходе археологического обследования его территории было выявлено поселение эпохи раннего железа Усть-Камчинъягун и поселение с комплексом ловчих ям Камчин-Ягун I неустановленной датировки.

## Притоки (км от устья)
- 3 км: река Сугмутенъягун[4] (левый)
- 22 км: река Ай-Камчинъягун[4] (левый)
- 28 км: река Копчота[3] (правый)
- 29 км: река Нумъягун[3] (правый)

## Данные водного реестра
По данным государственного водного реестра России относится к Нижнеобскому бассейновому округу, водохозяйственный участок реки — Пур. Речной бассейн реки — Пур.
Код объекта в государственном водном реестре — 15040000112115300054908.